# 2967 Vladisvyat
A 2967 Vladisvyat (ideiglenes jelöléssel 1977 SS1) a Naprendszer kisbolygóövében található aszteroida. Nyikolaj Sztyepanovics Csernih fedezte fel 1977. szeptember 19-én.